# Université Marie Curie-Skłodowska
L'université Marie Curie-Skłodowska (en polonais : Uniwersytet Marii Curie-Skłodowskiej w Lublinie, communément abrégé en UMCS) a été fondée le 23 octobre 1944 à Lublin en Pologne.
Son nom lui a été donné en l'honneur de la physicienne Maria Skłodowska-Curie (Marie Curie).
Actuellement, le nombre d'étudiants est d'environ 35 000 et l'université compte 428 professeurs.
Afin de satisfaire la demande croissante de places, l'université a ouvert des antennes dans les villes de Biała Podlaska, Biłgoraj, Radom, Kazimierz Dolny et Rzeszów.
L'université est affiliée notamment aux programmes suivants :
- Socrates - Erasmus - Grundtvig - Lingua - Jean Monnet pour la Pologne - Université de la Baltique - Lane Kirkland Scholarship

L'université de Lublin est membre du réseau européen EUniverCities.

## Facultés
- Biologie et sciences de la terre
- Droit et administration
- Mathématiques, physique et informatique
- Sciences humaines
- Économie
- Chimie
- Pédagogie et psychologie
- Philosophie et sociologie
- Sciences politiques
- Arts